# Lista dos conselhos comunitários do Lesoto
Os Distritos do Lesoto são divididos em  constituências, sendo elas divididas em conselhos comuntários.

## Conselhos comunitários por distrito

### Berea
| - Kanana - Kueneng - Mabote - Makeoana - Maluba-Lube | - Mapoteng - Motanasela - Phuthiatsana - Senekane - Tebe-Tebe |

### Butha-Buthe
| - Kao - Likila - Linakeng - Lipelaneng - Liqhobong | - Makhunoane - 'Moteng - Ntelle - Sekhobe - Ts'A-Le-Moleka |

### Leribe
| - Fenyane - Hleoheng - Khomokhoana - Limamarela - Linare | - Litjotjela - Maisa-Phoka - Malaoaneng - Manka - Matlameng | - Menkhoaneng - Motati - Mphorosane - Pitseng - Sephokong | - Serupane - Seshote - Tsoilitsoili |

### Mafeteng
| - Koti-Se-Phola - Makaota - 'Makholane - 'Malakeng - Malumeng | - 'Mamants'O - Monyake - Mathula - Metsi-Maholo - Qibing | - Ramoetsana - Tajane |

### Maseru
| - Abia - Likalaneng - Lilala - Lithabaneng - Lithoteng | - Makheka - Makhoarane - Makhaleng - Makolopetsane - Manonyane | - Maseru Central - Mazenod - Mohlakeng - Motimposo - Nyakosoba | - Qiloane - Qoaling - Ratau - Ribaneng - Semonkong | - Área do Estádio de Maseru - Telle |

### Mohale's Hoek
| - Khoelenya - Likhutloaneng - Mashaleng - Mootsinyane - Nkau | - Phamong - Qabane - Qhobeng - Qobong - Seroto | - Siloe - Teke - Thaba Mokhele - Thaba Bosiu |

### Mokhotlong
| - Khalahali - Khubelu - Linakaneng - Liphamola - Mapholaneng | - Marung - Mateanong - Matsoku - Molika-Liko - Moremoholo | - Pae-La-Itlhatsoa - Popa - Rafolatsane - Sakeng - Tekeseleng |

### Qacha's Nek
| - Khomo-Phatsoa - Letloepe - Maseepho - Matebeng - Mosenekeng | - Patlong - Ramatšeliso - Ratšoleli - Thaba-Khubelu - Thaba-Litšoene | - Whitehill |

### Quthing
| - Likhohlong - Liphakoe - Matsatseng - Mkh'Ono - Mokotjomela | - Mphaki - Nkoebe - Qomoqomong - Seforong - Tsatsane |

### Thaba-Tseka
| - Bobete - Bokong - Khohlo-Ntso - Lesobeng - Malehloana | - Litsoetse - Monyetleng - Mphe-Lebeko - Rapoleboea - Linakeng | - Senotong - Thaba-Kholo - Thaba-Tseka Urbano |